# Бекер, Куно
Эдуардо Куно Беккер Пас (исп. Eduardo Kuno Becker Paz; род. 14 января 1978 год, Мехико) — мексиканский актёр, режиссёр, наиболее известный ролью Сантьяго Муньеса, главного героя футбольной кинотрилогии «Гол!». В 2013-14 годах он снимался в американском телесериале «Даллас».

## Биография
Беккер родился в Мехико в семье Эдуардо Мануэля Беккера Кельяра и Марии дель Росио Беби Пас Феликс. Его дед по отцовской линии — эмигрант из Германии, дед по материнской линии — испанец, обе его бабушки — мексиканки. У Куно есть брат Гюнтер и сестра Карина. С шести лет он занимался музыкой, собираясь в будущем стать профессиональным скрипачом. После окончания школы переехал в Европу, чтобы продолжать музыкальное образование в престижном Моцартовском университете австрийского Зальцбурга. Там он обучался несколько лет у всемирно известных педагогов.
В семнадцатилетнем возрасте Куно принял решение стать актёром. Он прошёл отбор из 3200 претендентов на место в центре актёрского обучения крупнейшей мексиканской медиа-компании Televisa.
Через два года занятий Беккер получил свою первую роль — в теленовелле «Ради жизни» и снялся в 120 эпизодах этого сериала. После этого молодого актёра охотно стали приглашать на мексиканское телевидение — он играл второстепенных персонажей в новеллах «Ад в маленьком городке» (с Вероникой Кастро), «Бесцветная душа», «Недоразумение», «В пылу злости», «Камилла» и «Мечтатели». В апреле 2000 года Куно впервые снялся в главной роли — в сериале «Обманутые женщины», а через некоторое время его пригласили на другую ведущую роль — в сериал «Первая любовь».
Кроме работы на телевидении Бекер принимал участие в сценических постановках Televisa. В 1998 году он сыграл в музыкальной комедии En Roma el Amor es Broma, параллельно снимаясь в теленовелле «Мечтатели» и выступая с гастрольными показами спектакля одного актёра «Запреты». За несколько лет ему удалось добиться известности и популярности, став одним из самых востребованных молодых актёров Мексики.
Кинокарьера Куно началась с небольшой роли в фильме «Первая ночь» (1996), затем он озвучивал Кэйла, главного героя мультфильма «Титан: После гибели Земли» (для испаноязычной версии; в оригинале за Кэйла говорил Мэтт Деймон). Затем были роли в фильмах «Лусия, Лусия» (2003; вместе с аргентинской актрисой Сесилией Рот), «Мечтая об Аргентине» (2003; номинация на «Золотого льва» Венецианского кинофестиваля), «Однажды на свадьбе», «Английский как второй язык» (оба 2005) и роль Мансура в казахстанско-российско-американском киноэпосе «Кочевник» (2004).
В 2005 году на экраны вышла американо-британская спортивная драма «Гол!», где Бекер исполнил роль Сантьяго Муньеса, молодого мексиканца, чья семья нелегально проникла в США. Повзрослев, герой Беккера отправляется в Англию, где становится звездой футбола. Фильм оказался успешным, и было решено снимать два ранее запланированных продолжения. «Гол! 2» вышел в прокат феврале 2007 года, «Гол! 3» — в 2009-м. Сам Куно продемонстрировал в фильме достаточно хорошую игру и умение обращаться с футбольным мячом — за эту роль он был номинирован на «Teen Choice Awards» в номинации «Прорыв года». В 2007 году вышла американская чёрная комедия «Секс на завтрак», где Беккер сыграл одну из главных ролей вместе с Маколеем Калкином, Элайзой Душку и Алексис Дзеной. В 2008 году он исполнил роль молодого боксёра Эктора в драме «Из Мексики с любовью».

## Фильмография
| Год  | Название                     | Название                         | Роль                     |
| Год  | По-русски                    | В оригинале                      | Роль                     |
| ---- | ---------------------------- | -------------------------------- | ------------------------ |
| 1998 | Первая ночь                  | La primera noche                 | избитый парень           |
| 2003 | Мечтая об Аргентине          | Imagining Argentina              | Густаво Сантос           |
| 2003 | Лусия, Лусия                 | Lucía, Lucía                     | Адриан                   |
| 2005 | Английский — мой второй язык | English as a Second Language     | Боливар де ла Крус       |
| 2005 | Гол!                         | Goal!                            | Сантьяго Муньес          |
| 2005 | Однажды на свадьбе           | Isla Bella / Once Upon a Wedding | Рохелио                  |
| 2005 | Кочевник                     | Көшпенділер                      | Мансур                   |
| 2007 | Секс на завтрак              | Sex and Breakfast                | Эллис                    |
| 2007 | Гол! 2                       | Goal! 2                          | Сантьяго Муньес          |
| 2008 | Из Мексики с любовью         | From Mexico with Love            | Эктор                    |
| 2009 | Гол! 3                       | Goal! 3                          | Сантьяго Муньес          |
| 2011 | Prada и чувства              | From Prada to Nada               | Родриго Фуэнтес          |
| 2011 | Последняя смерть             | La última muerte                 | Кристиан                 |
| 2012 | Картель жаб                  | El Cartel de los Sapos           | Дамиан                   |
| 2013 | Пятое мая: Битва             | Cinco de mayo: La batalla        | генерал Игнасио Сарагоса |
| 2014 | 5 Браво                      | es:5 Bravo                       |                          |

## Теленовеллы
| Год       | Название                                      | Название                        | Роль                 |
| Год       | По-русски                                     | В оригинале                     | Роль                 |
| --------- | --------------------------------------------- | ------------------------------- | -------------------- |
| 1996      | Ради жизни                                    | Para toda la vida               | Эдуардо              |
| 1997      | Бесцветная душа                               | El alma no tiene color          | Хуан Хосе            |
| 1997      | Ад в маленьком городке                        | Pueblo chico, infierno grande   | молодой Эрмило       |
| 1997      | Недоразумение                                 | Desencuentro                    | Давид                |
| 1997      | Любить не перестану                           | Te sigo amando                  | Умберто              |
| 1998      | Камилла                                       | Camila                          | Хулио Галиндо        |
| 1998      | В пылу злости                                 | Rencor apasionado               | Пабло Гальярдо       |
| 1998      | Мечтатели                                     | Soñadoras                       | Рубен Барраисабаль   |
| 1999      | Обманутые женщины                             | Mujeres engañadas               | Сесар Мартинес       |
| 2000      | Первая любовь                                 | Primer amor… a mil por hora     | Леон Бальдомеро Кано |
| 2010      | Доктор Хаус (7-й сезон, серия «Малые жертвы») | House M.D. («Small Sacrifices») | Рамон Сильва         |
| 2010      | Защитники                                     | The Defenders                   | Алекс Веласко        |
| 2011—2012 | C.S.I.: Место преступления Майами             | CSI: Miami                      | Эстебан Наварро      |

## Спектакли
| Год  | Название  | Название                 |
| Год  | По-русски | В оригинале              |
| ---- | --------- | ------------------------ |
| 1998 | Запреты   | Culpas prohibidas        |
| 1999 |           | En Roma el amor es broma |